# Cartílago costal
 Los cartílagos costales son barras de cartílago hialino que sirven para prolongar las costillas hacia adelante y contribuyen a la elasticidad de las paredes del tórax. El cartílago costal sólo se encuentra en los extremos anteriores de las costillas, proporcionando una extensión medial. 

## Diferencias de las costillas 1-12
Los primeros siete pares están conectados con el esternón; los tres siguientes están cada uno articulados con el borde inferior del cartílago de la costilla precedente; los dos últimos tienen extremidades puntiagudas, que terminan en la pared del abdomen.  
Al igual que las costillas, los cartílagos costales varían en su longitud, amplitud y dirección. 
Aumentan en longitud desde el primero hasta el séptimo, luego disminuyen gradualmente hasta el duodécimo. 
Su amplitud, así como la de los intervalos entre ellos, disminuye desde el primero al último. Son anchas en sus uniones a las costillas, y se estrechan hacia sus extremidades externas, excepto las dos primeras, que tienen la misma anchura en todas partes, y la sexta, séptima y octava, que se amplían donde sus márgenes están en contacto. 
También varían en dirección: el primero desciende un poco hacia el esternón, el segundo es horizontal, el tercero asciende ligeramente, mientras que los otros son angulares, siguen el curso de las costillas durante una corta distancia y luego ascienden al esternón o preceden cartílago. 

## Estructura
Cada cartílago costal presenta dos superficies, dos bordes y dos extremidades. 

### Superficies
La superficie anterior es convexa y mira hacia adelante y hacia arriba: la de la primera da unión al ligamento costoclavicular y al músculo subclavio; los de los primeros seis o siete en sus extremos externos, al pectoral mayor. Los otros están cubiertos por algunos de los músculos planos del abdomen y se adhieren parcialmente a ellos. 
La superficie posterior es cóncava y se dirige hacia atrás y hacia abajo; el del primero da unión al músculo esternotiroideo, los del tercero al sexto inclusive al músculo transverso del tórax, y los seis o siete inferiores al músculo transverso del abdomen y al diafragma. 

### Bordes
De los dos bordes el superior es cóncavo, el inferior convexo; permiten la unión a los intercostales internos: el borde superior del sexto da la unión también al pectoral mayor 
Los bordes inferiores de los cartílagos sexto, séptimo, octavo y noveno presentan proyecciones en forma de talón en los puntos de mayor convexidad. Estas proyecciones tienen caras oblongas y lisas que se articulan con las caras en leves proyecciones desde los bordes superiores de los cartílagos séptimo, octavo, noveno y décimo, respectivamente. 

### Extremidades
El extremo lateral de cada cartílago es continuo con el tejido óseo de la costilla a la que pertenece. 
El extremo medial del primero es continuo con el esternón; Los extremos mediales de los seis siguientes son redondeados y se reciben en concavidades poco profundas en los márgenes laterales del esternón. 
Los extremos mediales de los cartílagos costales octavo, noveno y décimo son puntiagudos, y están conectados cada uno con el cartílago inmediatamente superior. 
Los del undécimo y duodécimo son puntiagudos y libres. 
En la vejez, los cartílagos costales son propensos a sufrir una osificación superficial. 

## Imágenes adicionales

Posición de los cartílagos costales (se muestran en rojo). Animación.
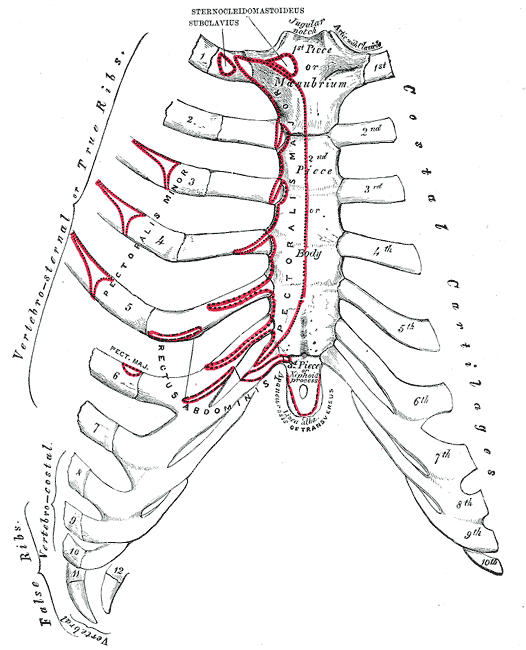
Superficie anterior del esternón y los cartílagos costales.